# Aristolochia paecilantha
Aristolochia paecilantha är en piprankeväxtart som beskrevs av Pierre Edmond Boissier. Aristolochia paecilantha ingår i släktet piprankor, och familjen piprankeväxter. Inga underarter finns listade i Catalogue of Life.